# António Diniz da Cruz e Silva
[[Ficheiro:O Hissope (ilustr) de Joaquim Manuel de Macedo 1878.jpg|thumb|Ilustração do poema O Hissope, de Cruz e Silva, feita por Manuel de Macedo.]]
António Diniz da Cruz e Silva (Lisboa, 4 de julio de 1731 - Río de Janeiro, 5 de octubre de 1799) era un magistrado portugués y poeta de cómic heroico, hijo de un carpintero de Lisboa quién emigró a la colonia portuguesa de Brasil poco antes del nacimiento del poeta, dejando su mujer para apoyar y educar su familia joven por los ingresos de su aguja.

## Educación
Diniz Estudió latino y filosofía con el Oratorians, y en 1747 se matriculo en la Universidad de Coimbra Universidad donde escribe sus primeros versos aproximadamente en 1750. En 1753 se graduó en Leyes, y regresando a la capital, dedicó mucho de sus próximos seis años a la obra literaria.

## Carrera
En 1756 es uno de los fundadores que crea y diseña los estatutos del Arcádia Lusitânia, una sociedad literaria cuyos objetivos eran la instrucción de sus miembros, cultivar el arte de la poesía, y la restauración de gusto o. La culpa no fue suya si estos fines no fueron logrados, se tomaron autores franceses contemporáneos como sus modelos, que contribuyeron mucho en prosa y verso,  hasta que dejó en febrero de 1760 para tomar asumir como juiz de fora en Castelo de Vide.
De rego a Lisboa para visitar la fundacionla Arcádia pa de conflictos internos por los cuals toma la decisión de su disolución en 1774, al no tener éxito en componerlos y en 1764 se establece Elvas para actuar como auditor de uno de los regimientos establecidos allí. Durante diez años de residencia allí, su gusto por la lectura y  la conversación obtuvo la amistad del gobernador de aquella fortaleza y la admiración de un círculo que comprendió todo aquel relacionado con la cultura en Elvas. Tanto la iglesia catedral y los militares de la ciudad, eran los elementos dominantes, y eran mutuamente antagonistas, debido a la enemistad entre sus dirigentes respectivos, el obispo y, el gobernador. Además, Elvas, siendo un centro provincial remoto, abundaban curiosos y grotesco tipos. Diniz, quién era un observador entusiasta notó esto y lo atesoro en su memoria, les reprodujo, con sus vanidades, intrigas e ignorancia, en su masterpiece, Hyssope.
En 1768 una pelea surgió entre el obispo, un prelao orgulloso, pretencioso, y el decano, tan a la derecha del anterior de recibir agua santa del últo en una puerta de lado privada de la catedral, en vez que en la entrada principal. Al ser el asunto un principio, ni el partido cedería qué considere sus derechos, y dirija a un pleito, dividiendo la ciudad a dos secciones, el cual con entusiasmo debatió los argumentos en ambos lados y disfrutó los incidentes ridículos qué acompañaron la disputa. Finalmente el decano murió, y estuvo tenido éxito por su sobrino, quién apeló a la corona con el éxito y el obispo perdieron su pretensión. El Hyssope surgió fuera de y trata este asunto. Esté dictado en diecisiete días, en los años 1770-1772, y, en su finales redacción, consta de ocho cantos de verso de espacio. La presión de absolutismo dejó abierta la única una forma de expresión, sátira, y en este poema Diniz produjo un original trabajo cuál ridiculiza el clero prevaleciendo Gallomania, y contiene los episodios llenos de humor. Ha sido comparado con Boileau Lutrin, porque ambos están fundados en una pelea eclesiástica insignificante, pero aquí los fines son parecidos, y el poema de Diniz es superior en todo excepto metrification.
Regresando a Lisboa en 1774, Diniz intentó una vez más a resuscitate el Arcádia, pero su ausencia larga, había retirado su soporte de jefe,  la mayoría de los talentosos miembros Garção y Quita era no más, y él solo asistido en su defunción. En abril de 1776 esté nombrado desembargador del tribunal de Relação en Río de Janeiro y dado el hábito de Aviz. Vive en Brasil, dedicando al ocio y a un estudio de su historia natural y mineralogía, hasta que 1789, cuándo vuelve a Lisboa para tomar en el correo el puesto de desembargador del Relação de Porto; en julio de 1790 fue promovido, y devenía desembargador del Casa da Suplicação. En este año fue enviado otra vez a Brasil para asistir y probar los dirigentes de la conspiración Republicana en Minas, donde Gonzaga y otros hombres de letras estuvieron implicados, y en diciembre de 1792 devenga canciller del Relação en Rio. Seis años más tarde fuevnombrado concejal del Conselho Ultramarino, pero no vivió para regresar casa, muriendo en Rio en el 5.º de octubre de 1799.

## Descripción
Diniz Poseyó un temperamento poético, pero su amor de imitar el classisismo, cuyo espíritu falla para entender, fettered su musa, y parece nunca para tener percibido que comparaciones mitológicas y, las alegorías pastorales eran sustitutas pobres para la expresión de sentimiento natural. El convencionalismo de su arte perjudicó su sinceridad, y, interiormente cherishing la creencia que la poesía era indigna de la dignidad de un juez, nunca dé sus talentos reales una posibilidad de mostrar ellos. Suyo Anacreontic odas, los ditirambos y los idilios ganaron la admiración de contemporaries, pero su Pindaric fuego de carencia de las odas, sus sonetos son débiles, y sus idilios haber tampoco la verdad ni la simplicidad de Quita trabajo. Como gobernar Diniz versification es débil y su armonía de carencia de los versos, aunque la dicción es allende cavil.

## Publicó trabajos
Sus poemas estuvieron publicados en 6 vols. (Lisboa, 1807@–1817). La edición mejor de Hyssope, a qué Diniz debe su fama, es que de J. R. Coelho (Lisboa, 1879), con un estudio introductorio exhaustivo en su vida y escrituras. Una versión de prosa francesa del poema por Jean François Boissonade de Fontarabie ha pasado por dos ediciones (París, 1828 y 1867), y las traducciones inglesas de selecciones han sido imprimidas en la Revisión trimestral Extranjera, y en el Mánchester Trimestral (abril de 1896). Ver también Dr. Teófilo Braga, Un. Arcadia Lusitana (Oporto, 1899).